# 소예
소예(蕭譽, 519년 ~ 550년 6월 22일)는 중국 남북조 시대 양나라의 황족이다. 자는 중손(重孫)이다. 소명태자 소통의 둘째 아들이다. 어머니는 소찰이 세운 후량의 원황태후 공씨이다.

## 생애
521년에 할아버지 무제로부터 지강현개국공(枝江縣開國公)으로 봉해졌다.
531년에 아버지 소명태자가 죽자 무제가 진안왕 소강을 황태자로 세웠는데 그 대신에 소명태자의 다섯 아들들을 모두 왕작에 봉할 때 소예에겐 그해 7월 14일에 하동군왕(河東郡王)으로 봉했고 식읍 2천 호를 주었다. 영원장군(寧遠將軍)과 석두수군사(石頭戍軍事)로 임명되었다가 낭야태수(琅邪太守)와 팽성태수(彭城太守)로 바꿔서 임명되었다.
537년 4월 27일에 남서주자사(南徐州刺史)로 임명되었고 이후에 다시 시중(侍中), 경거장군(輕車將軍)과 치좌사(置佐史)로 임명되었다.
548년 5월 10일에 남중랑장(南中郎將)과 상주자사(湘州刺史)로 임명되었다.
후경의 난이 일어나자, 이듬해인 549년에 형주자사인 상동왕 소역이 후경을 토벌하기 위해서 소예에게 사자를 보내 그 양식과 무리들을 감독하려고 하자 소예가 말했다.
| “ | 각기 한 나라의 군부인데 어찌 갑자기 다른 사람에게 예속될 수 있겠소? | ” |

그러고 나서 세 번이나 거부하자 상동세자 소방등이 소예를 먼저 토벌하기를 요청했다. 이에 소역은 넷째 아들인 남안후(南安侯) 소방구를 상주자사로 삼은 뒤 소방등에게 명령하여 정예군 2만 명을 거느리고 소방구를 상주로 호송하고 소예를 격파하며 소방구로 하여금 상주자사를 대신하도록 하게 했다. 소방등의 군대가 마계(麻溪)에 도착했는데, 소예가 직접 군사 7천 명을 이끌고 소방등을 기습 공격하니 소방등의 군대는 패배하고 소방등은 물에 빠져 익사했다. 소방구가 패군을 거두어서 강릉으로 되돌아갔고, 소역은 포천(鮑泉)과 왕승변(王僧辯)을 보내 소예를 다시 공격하게 했다. 이듬해인 550년 6월 22일에 왕승변이 소예가 있는 장사(長沙)를 포위하고 공격해 크게 이겼다. 이어 성이 함락되자 소예는 도주하다가 왕승변에게 사로잡혀 참수당했다. 왕승변은 소예의 수급을 소역에게 보냈고, 소역은 그 수급을 되돌려보내 원래 몸과 같이 장례를 지낸 뒤 안장하게 했다.
555년에 동생인 소찰이 후량의 황제로 즉위한 뒤 소예의 시호를 무환왕(武桓王)으로 추시했다.

## 가족

### 부모

#### 아버지
- 소통

#### 어머니
- 소덕황후(昭德皇后) 채씨(蔡氏) - 적모
- 원황태후(元皇太后) 공씨(龔氏) - 서모

### 형제

#### 형
1. 소환

#### 동생
1. 소찰
2. 소속
3. 소감